# Jo Walton
Jo Walton (ur. 1 grudnia 1964 w Aberdare w Walii) – brytyjska poetka i pisarka fantasy oraz science fiction, od 2005 r. mieszka w Montrealu.
Otrzymała nagrodę im. Johna W. Campbella dla najlepszego nowego pisarza w 2002, nagrodę World Fantasy za powieść Tooth and Claw w 2004, nagrodę Prometeusza za powieść Ha'penny w 2008 oraz nagrody Hugo (2012) i Nebulę (2011) za powieść Wśród obcych.

### Powieści
- The King’s Peace (2000)
- The King’s Name (2001)
- The Prize in the Game (2002)
- Tooth and Claw (2003, Nagroda World Fantasy)
- Farthing (2006)
- Ha'penny (2007, Nagroda Prometeusza)
- Half a Crown (2008)
- Lifelode (2009)
- Wśród obcych (Among Others, 2011, wyd. pol. 2013, Hugo, Nebula)
- Podwójne życie Pat (My Real Children, 2014, wyd. pol. 2015, Nagroda Jamesa Tiptree Jr.)
- The Just City (2015)
- The Philosopher Kings (2015)
- Necessity (2016)

### Roleplaying suplement
- Celtic Myth (z Kenem Waltonem) (1995)